# Марк Петроний Мамертин
Марк Петроний Мамертин (на латински: Marcus Petronius Mamertinus) е политик и сенатор на Римската империя през 2 век и сват на император Марк Аврелий. Вероятно той се води като Секст Петроний Мамертин (Sextus Petronius Mamertinus, умрял 156 г.).

## Биография
Мамертин е вероятно от италийски или от африкански произход. През 133 – 137 г. той е префект на Египет и през 139 – 143 г. преториански префект на Рим. Император Антонин Пий го прави сенатор. През 150 г. Мамертин е суфектконсул заедно с Марк Касий Аполинар.
Мамертин е баща на Марк Петроний Сура Мамертин, който става консул през 182 г. и се жени за Корнифиция, дъщеря на император Марк Аврелий и Фаустина Младша и на Марк Петроний Сура Септимиан, който е консул 190 г. Двамата му сина и внукът му Петроний Антонин са екзекутирани между 190 и 192 г. по заповед на император Комод.